# Christian Koller (Jurist)
Christian Koller (* 1981 in Bad Ischl) ist ein österreichischer Rechtswissenschaftler.

## Leben
Von 2000 bis 2004 absolvierte er ein Diplomstudium der Rechtswissenschaften an der Universität Wien und der Radboud-Universität Nijmegen. Nach der Promotion 2008 zum Dr. iur. an der Universität Wien ist er seit 2020 Professor für Europäisches und internationales Zivilverfahrensrecht am Institut für Zivilverfahrensrecht der Universität Wien.
Seine Forschungsschwerpunkte sind Zivilprozessrecht, europäisches Zivilverfahrensrecht, Schiedsverfahrensrecht, europäisches und österreichisches Restrukturierungs- und Insolvenzrecht, Schnittstellen zwischen materiellem Recht und Prozessrecht und Rechtsvergleichung auf diesen Gebieten.